# Aleš Stezka
Aleš Stezka (* 6. ledna 1997 Plzeň) je český lední hokejista hrající na postu brankáře.

## Život
Je odchovancem týmu HC Meteor Třemošná, odkud v roce 2010 přestoupil do týmu Bílých tygrů z Liberce, za který hrál ve výběrech do 16, 18 a 20 let.
V ročníku 2014/2015 se prvně objevil mezi muži, a to v Benátkách nad Jizerou, kam byl poslán v rámci hostování. Do soutěžního utkání ovšem nezasáhl. Během draftu NHL si Stezku coby 111. hráče v pořadí vybral celek Minnesota Wild. Po sezóně odešel do severní Ameriky. Ročník 2015/2016 strávil v týmu Sioux Falls Stampede hrajícím USHL a následující sezónu v celku Chicago Steel hrajícím tutéž soutěž.
Následně se ze zámoří vrátil zpět do České republiky, do libereckého týmu, kde vytvořil brankářskou dvojici s Romanem Willem. V průběhu sezóny nastoupil ke dvěma utkáním za Liberec a dalším 27 na hostování v Benátkách nad Jizerou, kde se v brankovišti střídal s Josefem Kořenářem. Další ročník (2018/2019) strávil na hostováních v Chomutově a Ústí nad Labem, následující dvě sezóny (2019/2020 a 2020/2021) pak v Havířově. Poté začal nastupovat za Vítkovice, v nichž strávil dva ročníky. Na konci druhého z nich jej zástupci deníku Právo vyznamenali, když ho vybrali za nejlepšího brankáře české nejvyšší soutěže za sezónu 2022/2023. Následně se opět přesunul do severní Ameriky, když podepsal smlouvu s klubem Seattle Kraken hrajícím National Hockey League (NHL). Do National Hockey League (NHL) se neprosadil a po konci roční smlouvy zvažoval během roku 2024 návrat do Evropy, a sice do České republiky, kde měl v brněnské Kometě nahradit Dominika Furcha. Nakonec své plány Stezka přehodnotil a zůstal i pro sezónu 2024/2025 ve Spojených státech amerických, kde nastupoval za celek Coachella Valley Firebirds hrající American Hockey League (AHL).

## Ocenění a úspěchy
- 2012 ČHL-16 – Nejnižší průměr inkasovaných branek
- 2014 ČHL-18 – Nejvíce čistých nul
- 2014 ČHL-18 – Nejúspěšnější brankář
- 2014 ČHL-18 – Nejúspěšnější brankář v playoff
- 2015 ČHL-20 – Nejnižší průměr inkasovaných branek v playoff
- 2022 ČHL – Nejvíce vychytaných vítězství
- 2023 ČHL – Nejlepší brankář
- 2023 ČHL – Nejnižší průměr inkasovaných branek v playoff
- 2023 ČHL – Nejúspěšnější brankář

## Prvenství

### ČHL
- Debut – 29. září 2017 (HC Sparta Praha proti Bílí Tygři Liberec)
- První inkasovaný gól – 29. září 2017 (HC Sparta Praha proti Bílí Tygři Liberec, českým útočníkem Robertem Říčkou)
- První vychytaná nula – 17. října 2021 (HC Vítkovice Ridera proti Bílí Tygři Liberec)

### AHL
- Debut – 29. října 2023 (San Jose Barracuda proti Coachella Valley Firebirds)
- První inkasovaný gól – 29. října 2023 (San Jose Barracuda proti Coachella Valley Firebirds, kanadským útočníkem Brandon Coe)
- První vychytaná nula – 6. ledna 2024 (Coachella Valley Firebirds proti Abbotsford Canucks)

### NHL
- Debut – 23. února 2025 (Tampa Bay Lightning proti Seattle Kraken)
- První inkasovaný gól – 23. února 2025 (Tampa Bay Lightning proti Seattle Kraken, kanadským útočníkem Brandon Hagel)

## Statistiky

### Základní části
| Sezona       | Tým                        | Liga         | Z  | V  | P  | R/Pvp | MIN   | OG  | ČK | POG  | %ChS |
| ------------ | -------------------------- | ------------ | -- | -- | -- | ----- | ----- | --- | -- | ---- | ---- |
| 2015–16      | Sioux Falls Stampede       | USHL         | 19 | 6  | 10 | 1     | 1014  | 56  | 1  | 3.32 | .893 |
| 2016–17      | Chicago Steel              | USHL         | 37 | 22 | 10 | 3     | 2154  | 82  | 4  | 2.28 | .916 |
| 2017–18      | Bílí Tygři Liberec         | ČHL          | 2  | 0  | 2  | 0     | 100   | 7   | 0  | 4.20 | .868 |
| 2017–18      | HC Benátky nad Jizerou     | 1.ČHL        | 27 | 5  | 22 | 0     | 1397  | 113 | 0  | 4.85 | .858 |
| 2018–19      | Piráti Chomutov            | ČHL          | 5  | 0  | 5  | 0     | 235   | 15  | 0  | 3.83 | .883 |
| 2018–19      | HC Slovan Ústečtí Lvi      | 1.ČHL        | 28 | 8  | 20 | 0     | 1641  | 103 | 1  | 3.77 | .903 |
| 2019–20      | AZ Residomo Havířov        | 1.ČHL        | 50 | 28 | 21 | 0     | 2928  | 125 | 4  | 2.56 | .909 |
| 2020–21      | AZ Heimstaden Havířov      | 1.ČHL        | 20 | 8  | 11 | 0     | 1184  | 50  | 1  | 2.53 | .914 |
| 2021–22      | HC Vítkovice Ridera        | ČHL          | 46 | 24 | 21 | 0     | 2736  | 116 | 1  | 2.54 | .910 |
| 2022–23      | HC Vítkovice Ridera        | ČHL          | 39 | 25 | 14 | 0     | 2382  | 85  | 5  | 2.14 | .924 |
| 2023–24      | Coachella Valley Firebirds | AHL          | 27 | 18 | 6  | 2     | 1547  | 64  | 2  | 2.48 | .914 |
| Celkem v ČHL | Celkem v ČHL               | Celkem v ČHL | 92 | 49 | 42 | 0     | 5,453 | 223 | 6  | 2.45 | .896 |

### Play-off
| Sezona       | Tým                 | Liga         | Z  | V | P  | MIN   | OG | ČK | POG  | %ChS |
| ------------ | ------------------- | ------------ | -- | - | -- | ----- | -- | -- | ---- | ---- |
| 2016–17      | Chicago Steel       | USHL         | 13 | 9 | 4  | 796   | 27 | 3  | 2.04 | .812 |
| 2021–22      | HC Vítkovice Ridera | ČHL          | 8  | 3 | 5  | 491   | 18 | 0  | 2.20 | .923 |
| 2022–23      | HC Vítkovice Ridera | ČHL          | 12 | 6 | 6  | 874   | 18 | 2  | 1.24 | .960 |
| Celkem v ČHL | Celkem v ČHL        | Celkem v ČHL | 20 | 9 | 11 | 1,365 | 36 | 2  | 1.72 | .942 |

### Reprezentace
| Rok                    | Tým                    | Soutěž                 | Z | V | P | R | MIN | OG | ČK | POG  | %ChS |
| ---------------------- | ---------------------- | ---------------------- | - | - | - | - | --- | -- | -- | ---- | ---- |
| 2015                   | Česko 18               | MS-18                  | 2 | 0 | 1 | 0 | 105 | 6  | 0  | 3.46 | .908 |
| 2016                   | Česko 20               | MSJ                    | 1 | 0 | 0 | 0 | 40  | 5  | 0  | 7.50 | .800 |
| Juniorská reprezentace | Juniorská reprezentace | Juniorská reprezentace | 3 | 0 | 1 | 0 | 145 | 11 | 0  | 5.48 | .854 |